# 施瓦曹河谷海恩斯多夫
施瓦曹河谷海恩斯多夫（德語：Hainsdorf im Schwarzautal）是奥地利施泰尔马克州莱布尼茨县的一个旧市镇。总面积6.63平方公里，总人口299人，人口密度45.1人/平方公里（2005年）。